# یواس‌اس خانه (۱۸۶۲)
یواس‌اس خانه (۱۸۶۲) (به انگلیسی: USS Home (1862)) یک کشتی بود که طول آن ۱۶۵ فوت (۵۰ متر) بود. این کشتی در سال ۱۸۶۲ ساخته شد.